# Вера Милетић
Вера Милетић (Петровац на Млави, 8. март 1920 — Јајинци, код Београда, 7. септембар 1944), студенткиња француског језика и књижевности, учесница Народноослободилачке борбе; мајка Мире Марковић.

## Биографија
Рођена је 8. марта 1920. године у Петровцу на Млави. И она и њене две рођене сестре Олга и Бранка, као и сестра од тетке Даворјанка Пауновић, још као гимназијалке у Пожаревцу, су прихватиле идеју комунизма и постале чланови Комунистичке партије Југославије (КПЈ). Због своје политичке припадности сестре Милетић и Даворјанку Пауновић Пожаревљани су пре рата звали „црвене девојке Пожаревца“.
Кад је 1941. године у Србији избио устанак, све четири су отишле у партизане. Олга, Бранка и Даворјанка, која је била лична секретарица Врховног команданта НОВ и ПОЈ Јосипа Броза Тита, после Прве непријатељске офанзиве, у јесен 1941. године, повукле су се са партизанима у Босну. Вера је остала у околини Пожаревца и илегално радила као члан Окружног комитета КПЈ Пожаревачки округ, кријући се од свакодневних потера, Немаца, љотићеваца, недићеваца и четника по околним шумама и тајним скровиштима код својих јатака.
Још на самом почетку устанка, јуна 1941. године, Покрајински комитет КПЈ за Србију, као свог делегата у пожаревачки округ упутио апсолвента медицине Мому Марковића, предратног комунисту и искусног партијског радника, да помогне у раду тамошњем Окружном комитету Партије. Али, између Моме Марковића и Вере Милетић, иако је то у партизанима било строго забрањено, догодила се љубав, а из те љубави 10. јула 1942. године родила се девојчица Мира. Одмах после порођаја Миру су узели родитељи Вере Милетић, угледни и добростојећи људи из Пожаревца, код којих је одрасла и школовала се.
После једног војно-политичког саветовања у одржаног августа 1943. године у Шумадији, Вера Милетић је са секретарем ПК КПЈ за Србију др Благојем Нешковићем, пошла у Београд, где је преузела дужност секретара Месног комитета КПЈ за Београд. Требало је да ради на поновном ожиљавању партијског рада у Београду, који је, услед честих полицијских провала, био јако ослабљен.
Прва веза у Београду, коју је Вера Милетић примила од Нешковића, био је Јанко Јанковић, шеф картотеке Специјалне полиције града Београда, кога су комунисти заврбовали да ради за њих. Он је био један од њихових најдрагоценијих сарадника. Вера Милетић је постепено преузела везе са готово свим групама београдске партијске организације. По доласку у Београд илегално је становала код Мирослава и Оливере Парезановић у Ластиној улици број 9, где се од 1941. године налазило складиште технике Покрајинског комитета за Србију и где се штампао сав пропагандни материјал и илегално разносио партијским организацијама у Београду и Србији.
Кад је Вера доведена у стан Парезановића, Нешковић им је наредио да се за њу изгради подземно склониште испод прага између предсобља и спаваће собе. Али, полиција је успела да открије овај илегални партијски пункт и у ноћи између 4. и 5. октобра 1943. године ухапси Парезановиће. Кад је наишла полиција, Вера се склонила у своје склониште, које агенти и поред детаљног претреса куће нису могли да открију. Пошто су имали поуздане податке да се неко од важних партијских функционера ту крије, оставили су једног агента у стану. Мислећи да је опасност прошла, Вера се пред зору извукла из свог склоништа у намери да бежи и тражи друго уточиште, али ју је агент ухапсио.
Вера Милетић, секретар МК КПЈ за Београд, била је драгоцен плен за полицију. Изложена свакодневним окрутним саслушавањима и батинањима, открила је полицији све што је до тада радила у Партији и, углавном, све људе и везе за које је знала и које је имала.
Ово је омогућило полицији да изврши нову велику провалу у партијској организацији не само Београда него и по Србији, па су похапшени разни људи, језгро београдске партијске организације, и касније готово сви стрељани. Хапшења се једва спасао и Петар Стамболић. Вера Милетић је одала и Јанка Јанковића, шефа картотеке Специјалне полиције града Београда, дугогодишњег најдрагоценијег сарадника Београдске партијске организације, који је комунистима достављао драгоцене податке. Полиција је код Вере пронашла цедуљу писану руком Јанка Јанковића и она је признала да овај, један од најповерљивијих београдских полицајаца, ради илегално и за комунисте. Јанко је ухапшен 8. октобра 1943. године и касније је стрељан.
Вера Милетић била је заточена у Бањичком логору и стрељана је 7. септембра 1944. године у Јајинцима.

## Политичка судбина Вере Милетић
У свом реферату, на Петом конгресу КПЈ одржаном јуна 1948. године у Београду, првом послератном Конгресу Комунистичке партије Југославије, на коме су се давале оцене политичких збивања током Народноослободилачке борбе, организациони секретар КПЈ, Александар Ранковић, поменуо је и Веру Милетић: „Насупрот тим многобројним примерима хероизма, саможртвовања и јунаштва, треба поменути и случајеве кукавичког, издајничког и провокаторског држања појединаца као што су Ратко Митровић, Василије Буха, Вера Милетић и Андрија Хебранг, који су - капитулирајући пред непријатељем ради спашавања свог кукавичког живота - издали ствар Партије и народа и постали оруђе окупатора и класног непријатеља…“. У разним књигама о илегалном партијском раду у окупираном Београду Вера Милетић се редовно спомињала као издајник.
Доласком на власт Слободана Милошевића, његова супруга Мира Марковић је покушала да спере љагу са имена своје мајке. Ђурица Лабовић је, почетком деведесетих, објавио књигу „Тајна енигма Вере Милетић“ у којој су сакупљена бројна сведочанства и објављени разни документи. Књига је требало да покаже да Вера, иако је страшно мучена, није била издајник и да је полицији испричала само оно што су они већ знали. Аутор је пронашао и сведоке њеног одвођења из логора на Бањици.
О смрти Вере Милетић су појављивале разне неистините приче о томе како није стрељана, већ да је уз помоћ шефова Специјалне полиције, Драгог Јовановића и Божидара Бећаревића, побегла у Мађарску и затим се склонила Швајцарску.